# Hipótese de incidência
Hipótese de incidência é a situação descrita em lei, recortada pelo legislador entre inúmeros fatos do mundo fenomênico, a qual, uma vez concretizada no fato gerador, enseja o surgimento da obrigação tributária. A substancial diferença reside é que, enquanto aquela é a descrição legal de um fato (...) a descrição da hipótese em que o tributo é devido, esta se materializa com a efetiva ocorrência do fato legalmente prevista. É um fato previsto em lei que, quando praticado pelo sujeito passivo (pessoa física ou jurídica), torna-se fato jurídico, vinculando o contribuinte ou responsável ao sujeito sanções prevista nas normas.
A hipótese de incidência compõe-se de:
Aspecto material que é a ação ou estado somado ao complemento.
Aspecto temporal que é a partir de quando o tributo está apto a irradiar efeitos.
aspecto espacial que é o local onde deve ocorrer o fato jurídico tributário para que ocorra a incidência tributária.
pessoal que é quem pratica.
Exemplo: se tal pessoa infringir a lei tal sofrerá a sanção descrita na lei.